# Gigantius

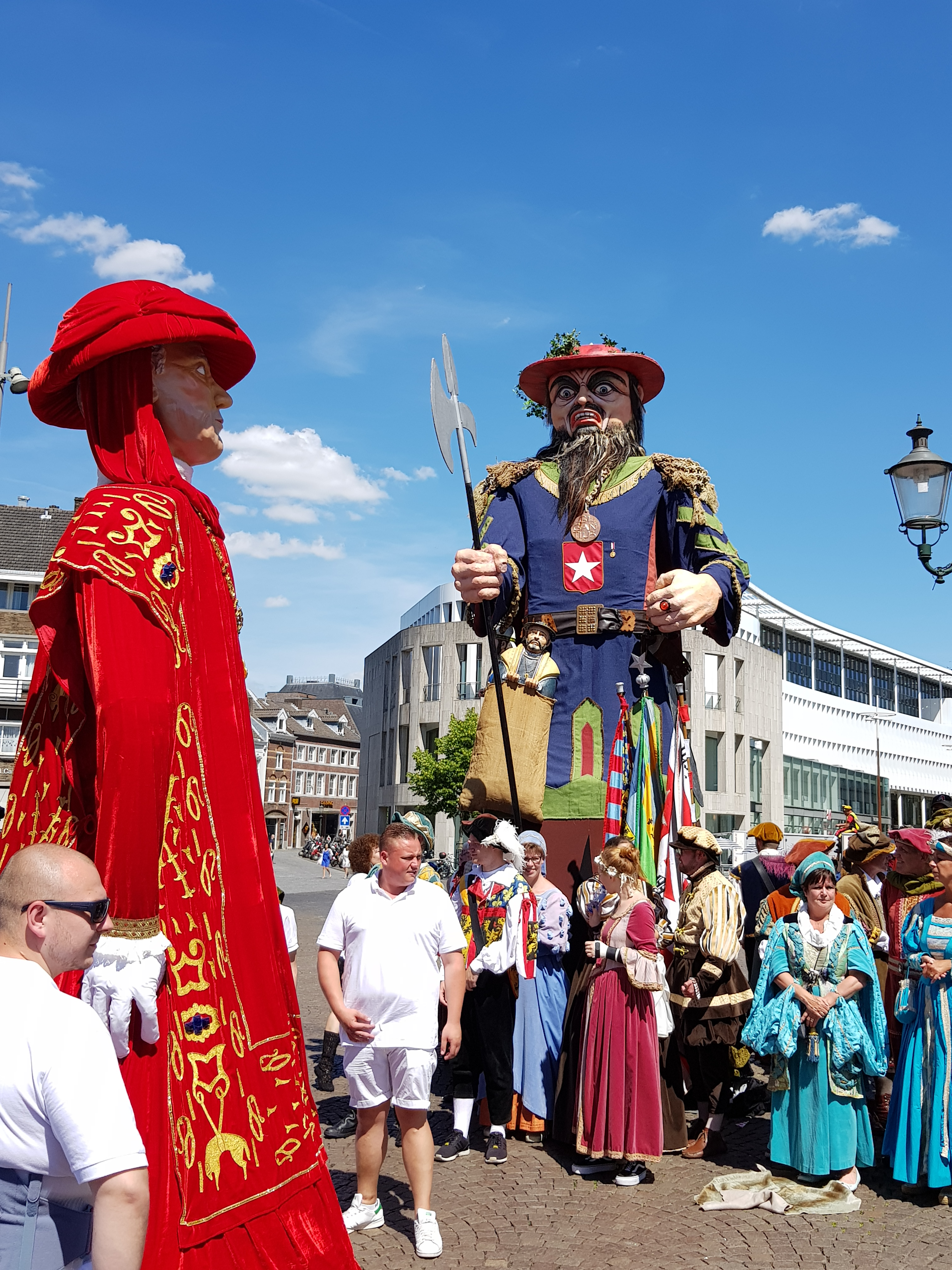
Gigantius tijdens de 10e reuzenstoet

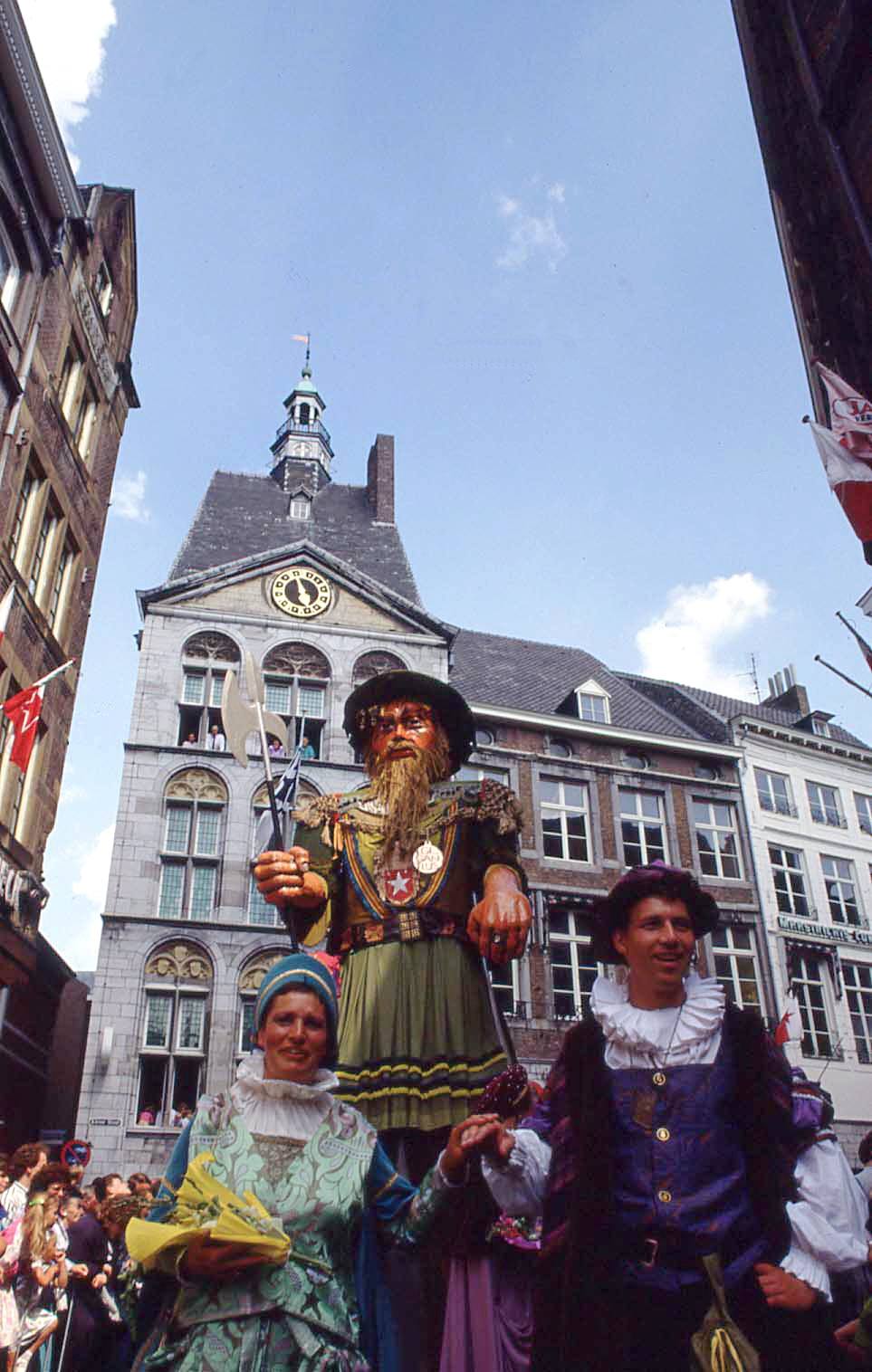
Gigantius in 1989

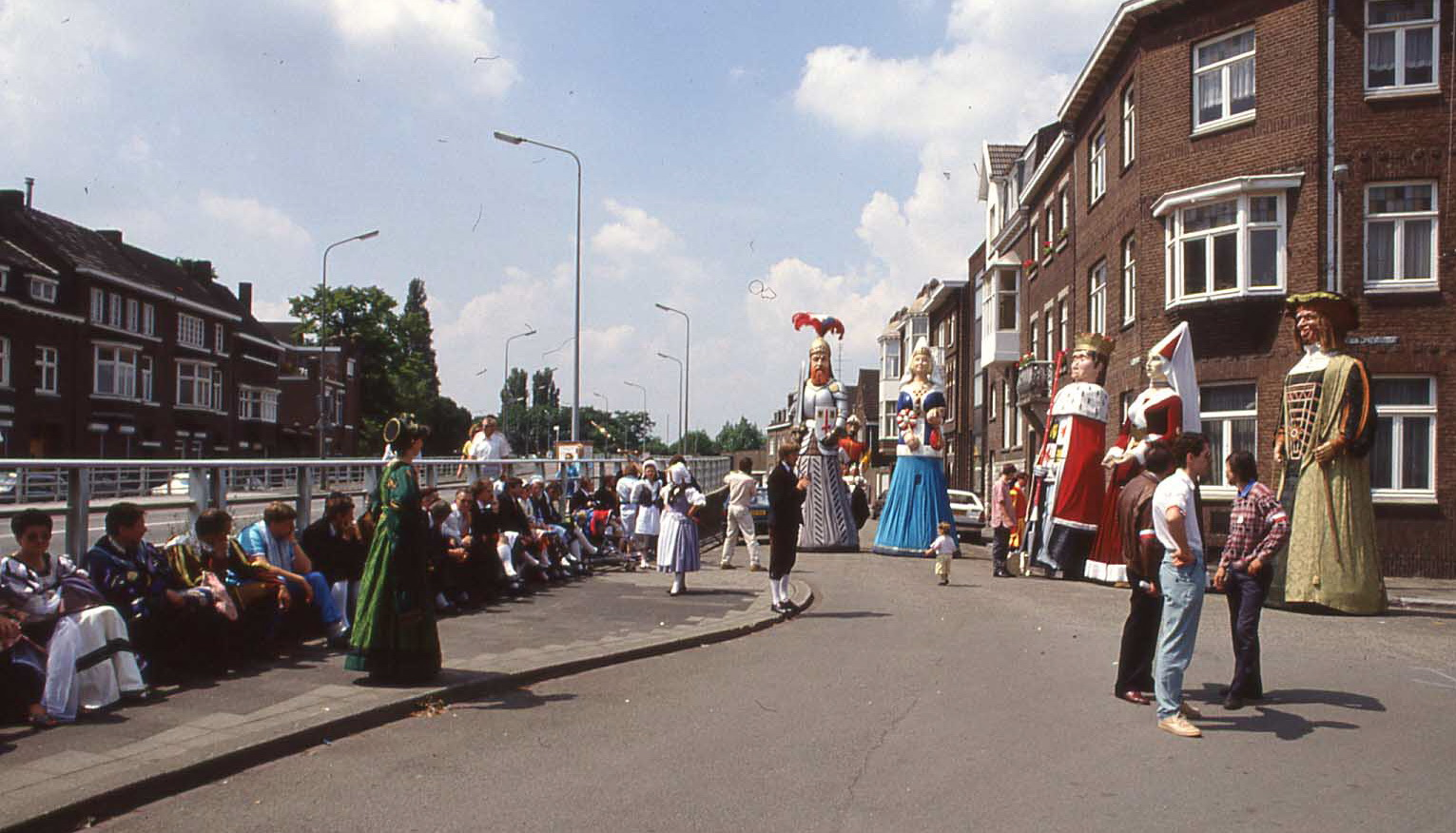
De reuzenstoet in 1996

Gigantius, kortweg Gieg, is de stadsreus van de Nederlandse stad Maastricht. De reus werd gebouwd en tot leven gebracht door het Reuzengilde Gigantius Maastricht.
De reuzenstoet wordt ongeveer één keer per vier of vijf jaar georganiseerd.
De reus D'n Ingel vaan Mestreech en Lucius uit Heerlen zijn de petekinderen van Gigantius. Gigantius is zelf het petekind van De Langeman Don Christophe uit Hasselt.

## Geschiedenis
Een oud Spaans geschrift maakt melding van een stadsreus in Maastricht rond 1550. Toen Keizer Karel V met een blijde inkomst zijn zoon Filips II voorstelde, plaatsten de Maastrichtenaren een grote pop die een Germaanse krijger afbeeldde naast de stadspoort.
Na de herontdekking van het oude Spaanse geschrift, werd er een nieuwe reus nagebouwd die voor het eerst met carnaval 1968 werd getoond. Deze reus had het uiterlijk van een Romein. In december 1968 het reuzengilde officieel opgericht ten behoeve van de instandhouding van Gigantius. In latere jaren werd het uiterlijk van de reus enkele malen gewijzigd om meer te lijken op de reus uit het oorspronkelijke verhaal van 1550.
In 1977 werd Gigantius door locoburgemeester Michel Debats 'officieel' ingeschreven in de burgerlijke stand van de gemeente. De peter en meter waren de reuzen Guntrud uit Venlo en Don Christoph uit Hasselt. In 1977 werd de eerste reuzenstoet gehouden in Maastricht met als thema Mestreechter Geis omstreeks 1550.
In 1980 werd het 2e reuzenfeest gehouden met als thema De Prinsbisschop komt! ter ere van het 1000-jarig bestaan van het Prinsbisdom Luik. In de reuzenstoet liepen 83 reuzen mee.
Op 28 april 1984 werd het 3e reuzenfeest gehouden met als thema Dao geit ‘r en vond plaats ter gelegenheid van het vertrek van de Maastrichtse burgemeester Fons Baeten.
In 1990 werd het 4e reuzenfeest gehouden met als thema De Blijde Incomste.
Op 5 juni 1994 werd het 5e reuzenfeest gehouden met als thema Maastricht anno 1550 waarbij het 25-jarig van bestaan Gigantius werd gevoerd. In de reuzenstoet liepen reuzen mee uit België, Duitsland, Engeland, Frankrijk, Nederland, Spanje, Zwitserland.
In 2000 werd het 6e reuzenfeest gehouden met als thema Mie es 2000 jaor Mestreech.
In 2005 werd het 7e reuzenfeest gehouden met als thema Twie Hiere, eine Baas.
In 2010 werd het 8e reuzenfeest gehouden met als thema de Blijde Incomste.
In juni 2014 werd het 9e reuzenfeest gehouden met als thema de Blijde Incomste. Ook de Stadsengel is er weer bij en de nieuwe reus Pieke Dassen loopt voor de eerste keer mee.
In juni 2019 werd het 50-jarig bestaan van Gigantus gevierd. In de 10e editie van de reuzenstoet met als thema 50 jaor Gieg! liepen onder andere De Langeman Don Christophe uit Hasselt, Goliath, Gerarda en Kinneke Baba uit Geraardsbergen mee.
In 2024 werd de 11e editie van de reuzenstoet gehouden en had het reuzenfeest als thema ’t Oug vaan Gieg oonbegrens geriech. In de reuzenstoet waren onder andere eveneens de Bergse Stadsreuzen uit Bergen op Zoom, het Vendeliersgilde en tamboerkorps Gelmelzwaaiers uit Hoogstraten, de reuzen Pieke Dassen en D’n Stadsingel uit Maastricht en het Nachtwachtgilde uit Berg en Terblijt aanwezig.

## Uiterlijk
Gigantius heeft een lengte van 5,5 meter, heeft rollende ogen en draagt een Germaans krijgerskostuum. Hij is bewapend met hellebaard en kromzwaard.
De kop van de reus werd uitgevoerd in piepschuim waarop een laag modelleerklei werd aangebracht met daar overheen een coating.